# Zatoka Charcota
Zatoka Charcota (ang. Charcot Bay) – zatoka Oceanu Południowego, położona wzdłuż wybrzeży Ziemi Grahama. Ma około 10 mil (16 km) szerokości. Została odkryta przez Szwedzką Wyprawę Antarktyczną i nazwana na cześć Jeana-Baptiste’a Charcota, francuskiego badacza obszarów polarnych.